# Chouaib Bellaarouch
Chouaib Bellaarouch (en arabe : شعيب بلعروش), né le 10 février 2008 à Casablanca, est un footballeur marocain qui joue au poste de gardien de but à l'Académie Mohammed VI.

## Biographie

### Carrière en club
Né à Casablanca en Maroc, Chouaib Bellaarouch est formé par l'Académie Mohammed VI, réputé le meilleur centre de formation du pays,. Comme son grand frère Alaa Bellaarouch, il performe au sein de cette académie dans le poste de gardien de but.

### Carrière en sélection
En mars 2025, Chouaib Bellaarouch  est convoqué avec l'équipe du Maroc des moins de 17 ans pour participer à la Coupe d'Afrique des nations des moins de 17 ans qui se déroule en mars puis avril à domicile,. Il s'illustre au cours d'une phase de poule dont il termine dans l'équipe type,.
Le Maroc atteint la finale de la compétition après sa victoire aux tirs au but face à la Côte d'Ivoire (0-0 dans le temps réglementaire),,. Protagoniste de cette rencontre, il termine homme du match après avoir arrêté trois tirs lors de la séance finale,,. Le Maroc remporte la compétition après un autre match nul 0-0 (4-2 aux tirs au but) face au Mali. Bellaarouch réalise deux arrêts lors de la séance de tirs au but. Il est de nouveau désigné homme du match et obtient la récompense de meilleur gardien de la compétition,,.

## Palmarès

### En sélection
- Maroc -17 ans
  - Coupe d'Afrique des nations
    -  Vainqueur en 2025

### Distinctions individuelles
- 2025 : Dans l'équipe type de la phase de groupe de la CAN U17[16].

- 2025 : Meilleur gardien de la CAN U17[17].
- 2025 : Dans l'équipe type de la CAN U17[18].